# Neuville-sur-Touques
Neuville-sur-Touques é uma comuna francesa na região administrativa da Normandia, no departamento Orne. Estende-se por uma área de 14,86 km². Em 2010 a comuna tinha 229 habitantes (densidade: 15,4 hab./km²).